# Хорхе Кампос
Хорхе Кампос Наварете (шп. Jorge Campos Navarrete; Акапулко, 15. октобар 1966) је бивши мексички фудбалер. Играо је на позицији голмана и нападача. Његове најбоље карактеристике на голу били су његов одраз и брзина, чиме је компезовао недостатак висине, која је износила према званичним подацима 1,73 метара, мада је он заправо био висок 1,68.
Он је показао свестраност у фудбалу, јер је често знао да почне утакмицу на позицији голмана, а да меч заврши као нападач. Његов заштитни знак су дресови јарких боја.

## Клупска каријера
Кампос је каријеру започео 1988. године у мексичком клубу Пумас. У то време први голман клуба био је Адолфо Риос, па је Кампос тражио да се користи као нападач. Као нападач је у својој првој сезони постигао 14 голова. У наредним сезонама изборио се за позицију првог голмана и освојио титулу првака са Пумасом у сезони 1990/91. Освојио је титулу и са Круз Азулум 1997. године. Те сезоне је био резервни голман у клубу Оскару Перезу, па је често улазио у игру са клупе као нападач.
Кампос је играо и за Атланте, Тигрес и Пуеблу. Он је постигао значајан гол, популарну „бициклицу“ играјући за Атланте 1997. године. У тој утакмици он је почео као голман, али како екипа није успевала да постигне гол, тренер је послао Кампоса у напад, а убацио голмана уместо играча.
Такође је наступао и у Сједињеним Америчким Државама за Лос Анђелес галакси и Чикаго фајер.

## Репрезентативна каријера
За репрезентацију Мексика одиграо је 130 утакмица и наступао је као голман на Светском првенство 1994. и Светском првенство 1998. године. Са Мексиком је освојио златну медаљу на Купу конфедерација 1999. у Мексику и КОНКАКАФ златни куп 1993 и 1996. године.